# Bisbat de Tonga
El bisbat de Tonga (llatí: Dioecesis Tongana) és una seu de l'Església catòlica, immediatament subjecta a la Santa Seu. El 2014 tenia 14.332 batejats d'un total de 103.391 habitants. Actualment està regida pel bisbe cardenal Soane Patita Paini Mafi.

## Territori
La diòcesi comprèn tot l'estat de Tonga, situat a l'oceà Pacífic meridional.
La seu episcopal és la ciutat de Nuku'alofa, on es troba la catedral de la Immaculada Concepció.
El territori s'estén sobre 947 km², i està dividit en 14 parròquies.

## Història
El vicariat apostòlic de l'Oceania central va ser erigit el 23 d'agost de 1842 mitjançant el breu apostòlic Pastoris aeterni del Papa Gregori XVI, a partir de territori del vicariat apostòlic de l'Oceania occidental (avui la diòcesi d'Auckland.
Successivament, ha cedit noves porcions de territori perquè s'erigissin noves circumscripcions eclesiàstiques, i precisament:
- el 23 de juliol de 1847 per tal que s'erigís el vicariat apostòlic de Nova Caledònia (avui arxidiòcesi de Nouméa);
- el 20 d'agost de 1850 per tal que s'erigís el vicariat apostòlic de les Illes dels Navegants o Samoa (avui arxidiòcesi de Samoa-Àpia);
- el 27 de març de 1863 per tal que s'erigís la prefectura apostòlica de les illes Fiji (avui arxidiòcesi de Suva);
- l'11 de novembre de 1935 per tal que s'erigís la prefectura apostòlica de Wallis i Futuna (avui diòcesi).

El 13 d'abril de 1937 mitjançant el decret Cum Excellentissimus de la congregació de Propaganda Fide, assumí el nom de "vicariat apostòlic de les Illes Tonga", que modificà el 27 de març de 1957 pel de vicariat apostòlic de les illes Tonga i Niue.
El 21 de juny de 1966, en virtut de la butlla Prophetarum voces del Papa Pau VI, el vicariat apostòlic va ser elevat a diòcesi, assumint el nom actual. Paral·lelament, Niue passà a dependre de la jurisdicció eclesiàstica de la diòcesi de Rarotonga.
El 4 de gener de 2015, el Papa Francesc anuncià que crearia cardenal el bisbe de Tonga, monsenyor Soane Patita Paini Mafi, al consistori que se celebraria el 14 de febrer següent.

## Cronologia episcopal
- Pierre Bataillon, S.M. † (22 de novembre de 1842 - 1863 renuncià)
- Aloys Elloy, S.M. † (1872 - 22 de novembre de 1878 mort)
- Jean-Amand Lamaze, S.M. † (9 de maig de 1879 - 9 de setembre de 1906 mort)
- Armand Olier, S.M. † (9 de setembre de 1906 - 17 de setembre de 1911 mort)
- Joseph-Felix Blanc, S.M. † (17 de febrer de 1912 - 1952 jubilat)
- John Hubert Macey Rodgers, S.M. † (29 de juny de 1953 - 7 d'abril de 1972 nomenat bisbe titular de Capocilla)
- Patelisio Punou-Ki-Hihifo Finau, S.M. † (7 d'abril de 1972 - 4 d'octubre de 1993 mort)
- Soane Lilo Foliaki, S.M. † (10 de juny de 1994 - 18 d'abril de 2008 jubilat)
- Soane Patita Paini Mafi, il 18 d'abril de 2008

## Estadístiques
A finals del 2014, la diòcesi tenia 14.332 batejats sobre una població de 103.391 persones, equivalent al 13,9% del total.
| any  | població | població | població | sacerdots | sacerdots       | sacerdots       | sacerdots             | diaques | religiosos | religiosos | parroquies |
| ---- | -------- | -------- | -------- | --------- | --------------- | --------------- | --------------------- | ------- | ---------- | ---------- | ---------- |
| any  | batejats | total    | %        | total     | clergat secular | clergat regular | batejats por sacerdot | diaques | homes      | dones      |            |
| 1950 | 6.388    | 32.000   | 20,0     | 12        | 3               | 9               | 532                   |         | 9          | 38         |            |
| 1970 | 14.488   | 92.800   | 15,6     | 27        | 6               | 21              | 536                   |         | 24         | 82         | 13         |
| 1980 | 14.936   | 90.072   | 16,6     | 25        | 9               | 16              | 597                   |         | 32         | 39         | 13         |
| 1990 | 12.637   | 92.365   | 13,7     | 23        | 14              | 9               | 549                   |         | 33         | 51         | 13         |
| 1999 | 15.539   | 97.446   | 15,9     | 19        | 10              | 9               | 817                   |         | 20         | 48         | 13         |
| 2000 | 15.539   | 97.446   | 15,9     | 19        | 10              | 9               | 817                   |         | 25         | 51         | 13         |
| 2001 | 15.339   | 97.446   | 15,7     | 22        | 13              | 9               | 697                   |         | 27         | 43         | 13         |
| 2002 | 15.799   | 97.926   | 16,1     | 23        | 13              | 10              | 686                   |         | 26         | 44         | 11         |
| 2003 | 15.767   | 97.894   | 16,1     | 22        | 14              | 8               | 716                   |         | 28         | 40         | 13         |
| 2004 | 15.767   | 97.894   | 16,1     | 27        | 18              | 9               | 583                   |         | 26         | 47         | 13         |
| 2010 | 13.367   | 103.391  | 12,9     | 38        | 29              | 9               | 351                   |         | 15         | 41         | 14         |
| 2014 | 14.332   | 103.391  | 13,9     | 31        | 19              | 12              | 462                   |         | 20         | 39         | 14         |